# Тенко
Тенко (яп. 転向, буквально змінюючи напрямок) - японський термін, що стосується примусових ідеологічних навернень японських соціалістів й комуністів, яких між 1925 і 1945 роками примусово спонукали відмовитися від їх лівих ідеологій і з ентузіазмом прийняти «імператора центричну», капіталістичну та імперіалістичну ідеологію, яку підтримує Японська імперія. «Тенко» як правило виконувався під примусом, найчастіше під вартою та наглядом японської поліції та був обов'язковою умовою для звільнення (хоча стеження та переслідування людей часто продовжувалися навіть після їх звільнення). Але це було також більш ширшим явищем, оскільки це стало своєрідною культурною переорієнтацією перед лицем національної кризи, яка не завжди передбачала прямі репресії з боку державного апарату Японської імперії.
Довоєнна Японська імперія вважала ідеологію марксизму серйозною загрозою для «національної сутності» Японської імперії (国体). Тому  «Закон про збереження миру», який був прийнятий у 1925 році, уповноважував Особливу вищу поліцію Японської імперії («Tokubetsu Kōtō Keisatsu», скорочено «Tokkō») переслідувати японських комуністів й соціалістів та інших представників лівих ідеологій, також було чітко криміналізовано критику системи (інституту) приватної власності в Японській імперії. Таким чином, 1925 рік ознаменував нову фазу, в якій «Тенко» націлювався не лише на неправильні дії та вчинки (справжні злочини), але й на неправильні думки чи ідеологію, за що вони отримали прізвисько «Поліція думок» (яп. 思想警察).
У 1927 році у складі «Бюро кримінальних справ» особливої вищої поліції Японської імперії було створено під бюро — «Відділ думки» — він був створений для нагляду та вивчення і придушення підривних ідеологій в середині Японської імперії. До 1933 року основним засобом забезпечення виконання «Закону про збереження миру» стала ідеологічна конверсія, а не судове покарання. Щоб витягти «Тенко» з ув'язнених, підозрюваних в ідеологічному радикалізмі, японська особлива вища поліція застосовувала фізичні тортури, а також психологічні тортури та тиск на родини підозрюваних та затриманих.
Один із найрезультативніших випадків «Тенко» стався в червні 1933 року, коли лідери японських комуністів пан Сано Манабу (1892—1953) та пан Набеяма Садачіка (1901—1979), які були провідними фігурами Комуністичної партії Японії, відмовилися від своєї вірності Комінтерну та політики насильства, та революції та зобов’язався підтримувати лише ті форми соціальних змін, які могли б бути співзвучними японській «національній сутності». За їхнім проголошенням наступила хвиля втечі з Комуністичної партії Японії що означало загибель її партійної організації, за винятком організованого членства на еміграції.
Після поразки Японської імперії у другій світовій війні (післявоєнний період Японії) відомості про те, чи хтось піддався тиску (чи тортурам) і був змушений вчинити «Тенко», стало серед японських лівих активістів своєрідним ідеологічним лакмусовим папірцем і формою певного «тавра», прикріпленого до кар’єри будь-якого японського лівого політика, митця та інтелектуала, які були активних до того, і після війни. Відразу після завершення війни багато японських лівих намагалися спокутувати свої «Тенко» воєнного часу, займаючись «саморефлексією» (хансей), і часто знову приймаючи марксизм та / або комунізм із ще більшим запалом, ніж раніше. Про цих японських діячів часто говорили, що вони зазнали «повторного перетворення» або «другого Тенко» до своєї первісної ідеологічної позиції. У більш широкому сенсі термін «Тенко» також став метонімом для колективного досвіду цілого покоління японців, спершу під час звернення до підтримки мілітаризму та імперіалізму до війни, а потім знову до підтримки миру та демократії у післявоєнний час.